# London Museum
Il London Museum, creato per illustrare la storia di Londra, fu attivo dal 1912 al 1976, quando fu incorporato nel Museum of London in una nuova sede.

## Storia
Il museo venne inaugurato il 21 marzo 1912 da Re Giorgio V in una sede provvisoria al secondo piano di Kensington Palace. 
Venne aperto al pubblico il successivo 8 aprile, con un'affluenza di oltre 13 000 visitatori nel corso della giornata inaugurale.
Due anni dopo la collezione venne spostata a Lancaster House in St. James's dove il museo rimase fino alla seconda guerra mondiale.
Il primo direttore del museo fu sir Guy Francis Laking e dal 1926 al 1944 fu diretto dal famoso archeologo Mortimer Wheeler.
Durante la seconda guerra mondiale la maggior parte delle collezioni vennero ricoverate nella vicina stazione della metropolitana di Dover Street e successivamente alla stazione di Piccadilly Circus. Alcune delle gallerie di Lancaster House riaprirono al pubblico nel 1942, ma nel novembre del 1943 l'edificio venne requisito dal Ministero del Lavoro come centro conferenze per la nuova European Advisory Commission, mentre le collezioni del museo vennero immagazzinate nei sotterranei. 
Dopo la fine della guerra, i tentativi di riaprire il museo nella sede di Lancaster House andarono a vuoto. Nel 1948 Giorgio VI accettò che il museo potesse essere, almeno in parte, ospitato a Kensington Palace, questa volta al piano terra e al primo piano. La riapertura ebbe luogo nel luglio 1951. Nel 1975 il London Museum venne unito al Guildhall Museum per dar vita al Museum of London, che venne aperto in un nuovo edificio della City of London nel 1976.